# Falling Away from Me
Falling Away from Me — песня ню-метал-группы Korn. Стала дебютным синглом с четвёртого альбома группы, Issues.

## Премьера вSouth Park
Falling Away from Me была впервые исполнена в мультипликационном сериале South Park на канале Comedy Central, в серии Отличная загадка группы Korn о пиратском призраке. Музыканты группы исполняли роли детективов в стиле Скуби Ду, а в конце эпизода исполнили Falling Away from Me. Стоит заметить, что песня исполнялась не с самого начала, полностью пропустив вступление, и начинаясь с крика Джонатана Дэвиса.

## Видеоклип
Режиссёром видеоклипа стал вокалист Limp Bizkit Фред Дёрст (появляющийся в кадре на одно мгновение в 4:24). Видео начинается как продолжение известного видео из Freak on a Leash, завершая анимационный отрывок. В видеоклипе показывается как молодую девушку доводит до срыва её отец, и она в итоге убегает из дома посреди ночи. Видео про девушку перемежается вставками, в которых Korn играют в шкатулке, увешанной шарообразными лампами. Видео было издано 29 ноября, 1999.

## Акустическая версия
Korn исполнили «Falling Away from Me» на своём акустическом альбоме. В конце песни Джонатан Дэвис пел дуэтом с бэк-вокалистом Каленом Чейзом, строчки «beating me down» и «falling away from me». Эта написана в готическом стиле.

## Джонатан Дэвискомментирует значение песни
Эта песня о домашнем насилии, и о том, что есть способы получить помощь в таких случаях, рассказав о произошедшем кому-нибудь, или позвонив на телефон доверия, есть способы избавиться от таких ситуаций. Никто не должен так страдать.

## Дополнительные факты
- Песня была на некоторое время снята с эфира после теракта 11 сентября 2001.
- Джонатан Дэвис исполнил акустическую версию песни в своём сольном туре Alone I Play

## Список композиций
1. «Falling Away from Me» (радиоверсия) — 4:31
2. «Jingle Balls» — 3:27
3. «Falling Away from Me» (а капелла) — 3:45